# 공포 게임
공포 게임 또는 호러 게임(horror game)은 공포물을 중심으로 한 비디오 게임 장르로, 일반적으로 플레이어에게 겁을 주기 위해 고안되었다. 이 용어는 공포소설 요소가 포함된 테이블 게임을 설명하는 데에도 사용될 수 있다.
게임플레이에 따라 분류되는 대부분의 다른 비디오 게임 장르와 달리 공포 게임은 거의 항상 내러티브나 시각적 표현을 기반으로 하며 다양한 게임플레이 유형을 사용한다.

## 같이 보기
- J호러
- 생존 공포
- 공포물